# Alfa Romeo 6C
Alfa Romeo 6C zijn een reeks wagens van Alfa Romeo met zes cilinders gebouwd tussen 1925 en 1950.

## 6C 1500
Halverwege de jaren '20 werd de Alfa Romeo RL te groot en te log geacht en werd begonnen aan de ontwikkeling van een kleinere, lichtere variant. Als basis werd de succesvolle Alfa Romeo P2 Grand Prix-wagen genomen, ontworpen door Vittorio Jano. Er werd besloten om de nieuwe wagen twee cilinders minder te geven dan de racewagen, en de cilinderinhoud verkleinde daarmee van 1987 cc naar 1487 cc. De compressor van de P2 verdween en hij kreeg een enkelvoudige bovenliggende nokkenas. De wagen kreeg de naam 6C 1500 en werd voor het eerst voorgesteld in 1925 op het autosalon van Milaan. Het duurde echter nog twee jaar voor de 6C 1500 in productie kwam.
In 1928 werd de 6C 1500 Sport gelanceerd met een dubbele bovenliggende nokkenas. Het vermogen kwam hierdoor op 54 pk te liggen, de topsnelheid op 125 km/u. Even later werd een Super Sport variant toegevoegd aan het gamma, met een 80 pk sterke motor die de topsnelheid op 140 km/u bracht.

## 6C 1750
Om de prestaties verder te verbeteren was echter een grotere motor nodig. De boring en slag werden vergroot en de cilinderinhoud kwam op 1752 te liggen. De naam werd veranderd naar 6C 1750 en werd gepresenteerd op het autosalon van Rome in 1929. Ook hier werd eerst gekozen voor een enkelvoudige nokkenas om nadien over te stappen op een dubbele bovenliggende nokkenas bij de Super Sport en Grand Sport versies. Bij deze laatste versies had de 6C een maximumvermogen van 85 pk en een topsnelheid van 170 km/u.

## 6C 1900
In 1931 werd de Alfa Romeo 8C 2300 gebouwd, een wagen met acht cilinders en een cilinderinhoud van 2336 cc. De 6C 1750 werd echter ook nog doorontwikkeld en de cilinderinhoud werd vergroot naar 1917 cc. Slecht 197 exemplaren werden gebouwd, in afwachting van de 6C 2300.

## 6C 2300
De 8C 2300 bleek veel te duur te zijn en Jano ontwikkelde een grotere versie van de 6C. Hij vergrootte de boring om de cilinderinhoud naar 2306 cc te brengen. De wagen haalde slechts een topsnelheid van 120 km/u maar was stukken goedkoper dan de 8C.

## 6C 2500
De laatste versie van de 6C werd de 6C 2500. De boring van de 6C 2300 werd vergroot om een cilinderinhoud van 2443 cc te krijgen. De 6C 2500 werd van 1939 gebouwd en debuteerde met een overwinning in de uithoudingsrace van Tobroek-Tripoli. Italië stond echter aan de rand van de Tweede Wereldoorlog en de ontwikkeling van auto's kwam stil te liggen. In 1946 werd de 6C 2500 Freccia d'Oro (gouden pijl) de eerste naoorlogse Alfa Romeo. De 6C 2500 bleef nog tot 1950 in productie, voor hij opgevolgd werd door de Alfa Romeo 1900.